# Протопопівська сільська рада (Дергачівський район)
Протопо́півська сільська́ ра́да — адміністративно-територіальна одиниця та орган місцевого самоврядування в Дергачівському районі Харківської області. Адміністративний центр — село Протопопівка.

## Загальні відомості
- Протопопівська сільська рада утворена в 1952 році.
- Територія ради: 25,96 км²
- Населення ради: 1 009 осіб (станом на 2001 рік)
- Територією ради протікає річка Нецвітай.

## Населені пункти
Сільській раді підпорядковані населені пункти:
- с. Протопопівка
- с. Безруків
- с. В'язове
- с. Гуківка
- с. Тернова
- с. Ярошівка

## Склад ради
Рада складається з 15 депутатів та голови.
- Голова ради: Бердецький Михайло Володимирович
- Секретар ради: Гуділіна Тетяна Михайлівна

### Керівний склад попередніх скликань
| Прізвище, ім'я, по батькові      | Основні відомості                                                         | Дата обрання | Дата звільнення |
| -------------------------------- | ------------------------------------------------------------------------- | ------------ | --------------- |
| Бердецький Михайло Володимирович | Сільський голова, 1967 року народження, освіта вища, безпартійний         | 26.03.2006   | 31.10.2010      |
| Бердецький Михайло Володимирович | Сільський голова, 1967 року народження, освіта вища, член Партії регіонів | 31.10.2010   |                 |

Примітка: таблиця складена за даними сайту Верховної Ради України

### Депутати
За результатами місцевих виборів 2010 року депутатами ради стали:

#### За суб'єктами висування
| Суб'єкт висування | Кількість обраних депутатів | %    |
| ----------------- | --------------------------- | ---- |
| Партія регіонів   | 13                          | 86,7 |
| Самовисування     | 2                           | 13,3 |

#### За округами
| № округу        | Прізвище, ім'я, по батькові        | Дата визнання обраним | Освіта             | Партійна приналежність | Відомості про обраного депутата                          |
| --------------- | ---------------------------------- | --------------------- | ------------------ | ---------------------- | -------------------------------------------------------- |
| Партія регіонів |                                    |                       |                    |                        |                                                          |
| 1               | Шевченко Тетяна Миколаївна         | 03.11.2010            | вища               | член Партії регіонів   | тимчасово не працює                                      |
| 2               | Рєзнік Микола Олександрович        | 03.11.2010            | середня            | член Партії регіонів   | Протопопівський НВК, оператор котельні                   |
| 3               | Луговський Володимир Вікторович    | 03.11.2010            | середня спеціальна | член Партії регіонів   | тимчасово не працює                                      |
| 4               | Приходько Олег Валентинович        | 03.11.2010            | вища               | член Партії регіонів   | Протопопівський НВК, вчитель фізичного виховання         |
| 5               | Луговська Людмила Миколаївна       | 03.11.2010            | середня            | член Партії регіонів   | тимчасово не працює                                      |
| 6               | Гурін Валерій Миколайович          | 03.11.2010            | вища               | позапартійний          | Знакодиться на обліку в Дергачівському центрі зайнятості |
| 7               | Брехунченко Володимир Афанасійович | 03.11.2010            | вища               | член Партії регіонів   | тимчасово не працює                                      |
| 8               | Безрук Михайло Васильович          | 03.11.2010            | середня            | член Партії регіонів   | тимчасово не працює                                      |
| 10              | Сухар Дмитро Алікович              | 03.11.2010            | вища               | член Партії регіонів   | ТЕЦ-5, заступник начальника ВОХР                         |
| 12              | Шустер Наталія Миколаївна          | 03.11.2010            | вища               | член Партії регіонів   | ПП «Ольховська», продавець                               |
| 13              | Трегуб Володимир Іванович          | 03.11.2010            | вища               | член Партії регіонів   | тимчасово не працює                                      |
| 14              | Гуділіна Тетяна Михайлівна         | 03.11.2010            | вища               | позапартійна           | Протопопівська сільська рада, секретар ради              |
| 15              | Сілюков Олександр Григорович       | 10.04.2011            | вища               | член Партії регіонів   | тимчасово не працює                                      |
| Самовисування   |                                    |                       |                    |                        |                                                          |
| 9               | Сердюков Сергій Олександрович      | 03.11.2010            | вища               | член Партії регіонів   | приватний підприємець                                    |
| 11              | Коноз Олександр Васильович         | 03.11.2010            | вища               | член Партії регіонів   | ПП «Гарант», оператор АЗС                                |